# Devil's Proof
『Devil's Proof』（デビルズ・プルーフ）は、日本のバンド DEVILOOF の1作目のフルアルバム。

## 概要
新メンバーのRay(7Strings Gt./Vocal)を迎え入れ、新体制での活動再開と共に、本作のリリースも発表された。
ジャケットのデザイン及びロゴは、BABYMETALやSUICIDE SILENCE、SiM等のアートワークも手掛けた江川敏弘によるもの。これは太輝がDEVILOOF以前のバンドでひろとと初めて会った時に、「いつか江川敏弘さんにバンドロゴを作ってもらいたいな」という話をしていて、その後、『PURGE』リリース後の年末に江川本人のTwitterをフォローしてみたところ、偶然本人からフォローを返してもらったので、そこから話を進めた事から。
レコーディング、ミックスはЯyo Trackmaker(ex:girugamesh)が担当した。これは太輝がDEZERTの楽曲をYouTubeで観ていたところ、音質の良さから担当していたエンジニアを調べ、それがЯyoだった事から、オファーしたという。
前作とは打って変わって、クリーン・ボイスやラップを導入した、バラエティに富んだ作品となった。
収録曲のうち「Lover」「EGOIST」「HERO=MURDER」は、『PURGE』以前からあった曲である。また、本作ではRayは「ESCAPE」には演奏、「DESTINATION」「Return Of The Curse」には歌録りで参加、それ以外の楽曲は晟也(7Strings Gt./Composer)が演奏を担当した。

## 収録曲
1. Devil's Proof
2. ESCAPE
アルバム製作で最初にできた曲[7]。
3. Natural Born Killer
4. Return Of Curse
5. DESTINATION
6. Lover
7. InCipit-Instrumental-
8. EGOIST
9. M.F.JAP
10. 怠惰の罪
11. HERO=MURDER